# Styx (lune)
Pour les articles homonymes, voir Styx (homonymie).
Styx, officiellement (134340) Pluto V Styx soit (134340) Pluton V Styx en français, est un satellite naturel de Pluton découvert en 2012. Sa désignation provisoire était S/2012 (134340) 1.

## Dénomination
À la suite de sa découverte autour de la planète naine Pluton, l'objet reçoit la désignation provisoire S/2012 (134340) 1, conformément aux conventions de nommage pour les satellites d'astéroïdes qui s'appliquent également aux satellites de planètes naines. Le « S/ » initial indique qu'il s'agit d'un satellite, suivi de la date de découverte, 2012, de la numérotation de Pluton, (134340), et enfin de l'index de la découverte en 2012, 1. En résumé, cela signifie : premier satellite découvert autour de (134340) Pluton en 2012. L'objet est également nommé simplement P5 ou aussi parfois informellement et à tort S/2012 P 1.
L'Union astronomique internationale (UAI) a comme convention de nommer les lunes de Pluton d'après des noms issus des mythologies grecque et romaine liés aux contes antiques sur Hadès et le royaume des morts. Le 11 février 2013, Mark Showalter et l'institut SETI lancent la campagne Pluto Rocks! qui permet aux internautes de voter pour les noms qu'ils préfèrent voir attribués à P5 et P4 (autre satellite de Pluton). Le site permet aussi de proposer des noms tant qu'ils respectent les règles de l'Union astronomique internationale,. Tout au long des deux semaines que dure la campagne, vingt et un noms sont soumis au vote des internautes.
Après l'annonce initiale, l'acteur William Shatner, qui a joué James T. Kirk dans la série Star Trek, propose les noms « Vulcan » et « Romulus », faisant référence au dieu Vulcain (neveu de Pluton) et au fondateur mythique de Rome, Romulus ; mais faisant aussi allusion aux planètes fictives Vulcan et Romulus de Star Trek,. « Romulus » n'est pas pris en compte car il existe déjà un satellite portant ce nom ainsi qu'un astéroïde ((10386) Romulus) mais « Vulcan » remporte le sondage après que Shatner a twitté à ce sujet, « Cerberus » (le chien gardant le royaume d'Hadès) étant second et « Styx » (une rivière des Enfers) étant troisième. Les noms gagnants sont soumis à l'Union astronomique internationale.
Des problèmes sont observés avec ces noms. « Vulcan » a déjà été utilisé en astronomie pour Vulcain, une hypothétique planète plus proche du Soleil que Mercure et qui a donné leur nom aux vulcanoïdes, une classe d'astéroïdes,. « Cerberus » est déjà utilisé pour un autre astéroïde, (1865) Cerbère, mais Showalter estime que la forme grecque du nom, Kerbéros, est acceptable par l'UAI.
Ce sondage sur internet n'est pas contraignant : la décision finale revient à l'Union astronomique internationale. Le 2 juillet 2013, l'UAI annonce qu'elle a officiellement approuvé les noms Kerbéros pour P4 et Styx pour P5,.

### Récapitulatif des noms officiels
- 26 juin 2012 – 12 juillet 2012 : découverte, pas encore de nom officiel ;
- 12 juillet 2012 – 2 juillet 2013 : S/2012 (134340) 1 par l'IAUC 9221[14] ;
- Depuis le 2 juillet 2013 : (134340) Pluton V (Styx)

## Découverte

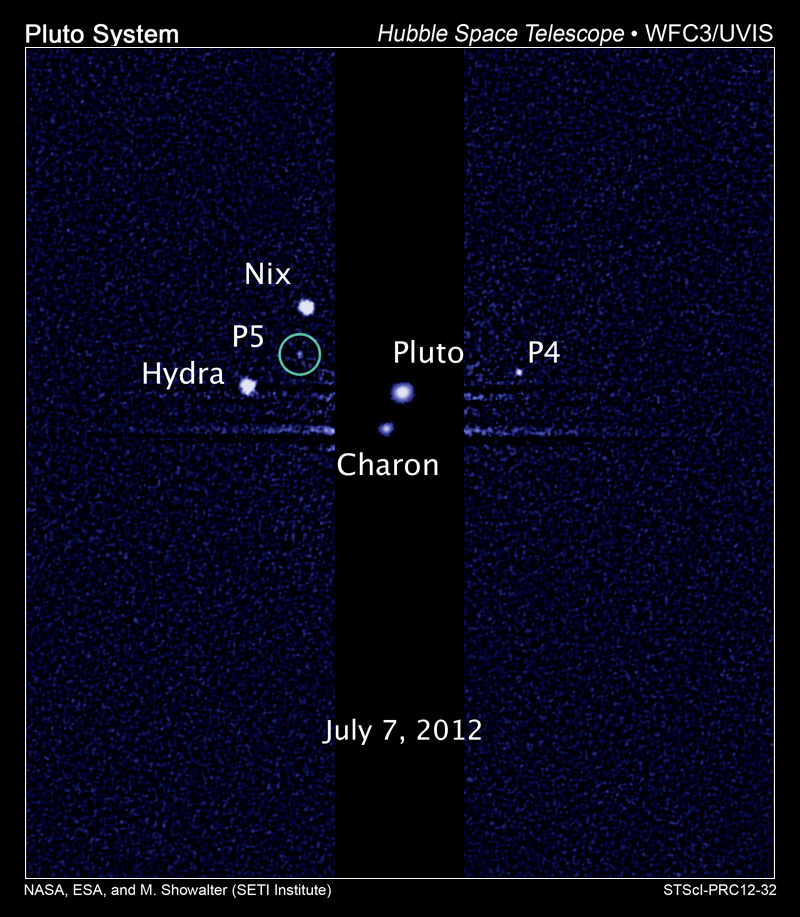
Une image de P5 (appelée plus tard Styx), la cinquième lune de Pluton découverte par le télescope spatial Hubble.

Styx est découvert par la Pluto Companion Search Team, conduite par Mark Showalter, à l'aide de la caméra à large champ 3 du télescope spatial Hubble sur une série de neuf images prises du 26 juin au 9 juillet 2012,. La découverte de Styx est annoncée le 11 juillet 2012,,, soit trois jours avant la fin de la campagne officielle consacrée à ce programme.

## Caractéristiques
La magnitude moyenne de l'objet n'est que de 27,0 ± 0,3, soit seulement 4 % de la luminosité de Nix et 50 % de celle de Kerbéros.
Styx est de forme oblongue. Son diamètre fut d'abord estimé entre 10  et   25 km selon que son albédo varie de 0,35 à 0,04,. Le passage de la sonde New Horizons permet de connaître les dimensions du satellite avec plus d'exactitude : Styx mesure 7 km de long et 5 km de large.

## Orbite

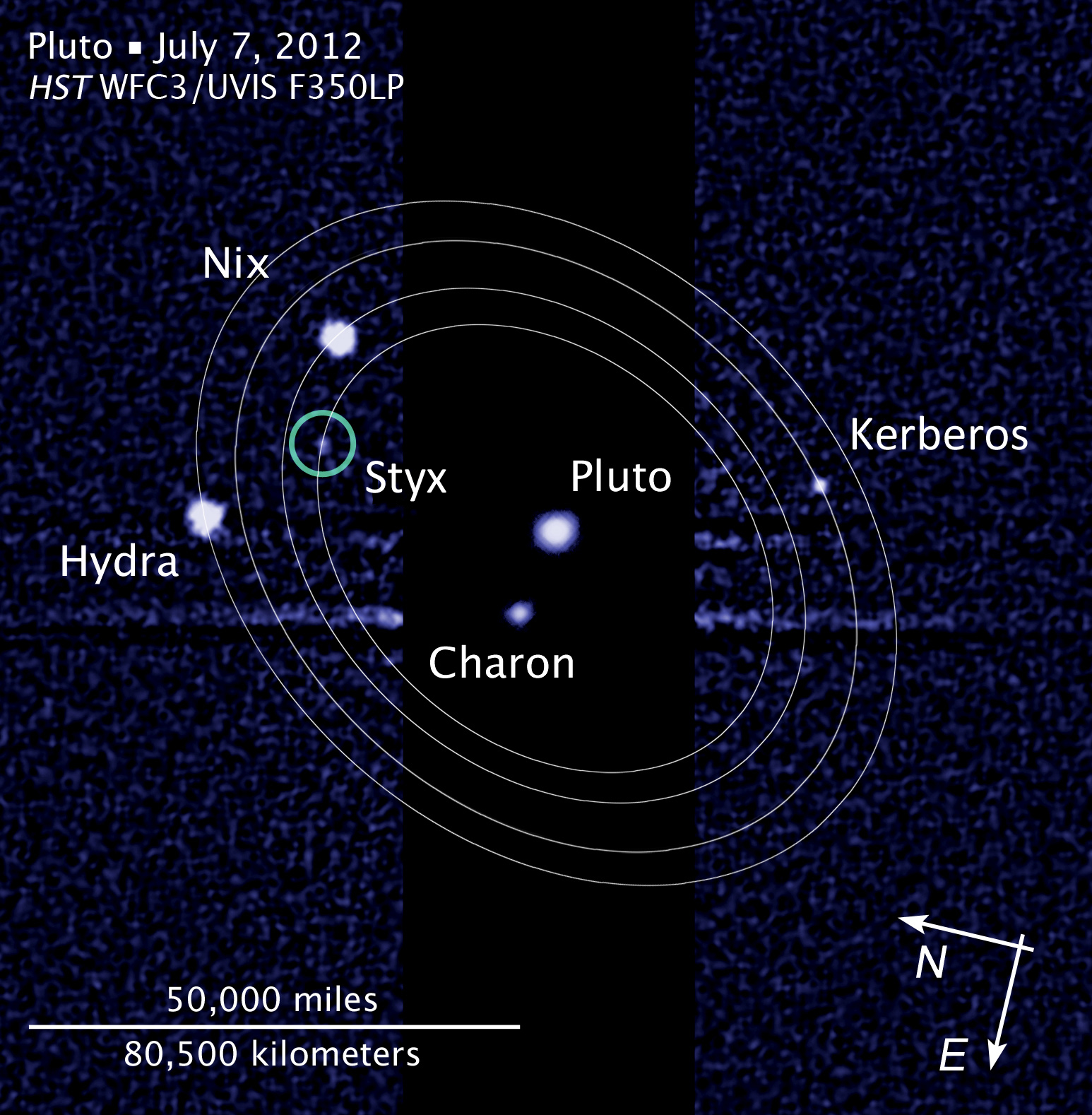
Image de la découverte de Styx ou P5 (entouré) par le télescope spatial Hubble, avec les orbites des satellites extérieurs dessinées. En comparaison des autres corps, Pluton et Charon sont montrés avec une luminosité grandement réduite.

Le mouvement moyen déduit pour l'objet est de 17,8 ± 0,1 degrés par jour, soit une période de révolution de 20,2 ± 0,1 jours. Styx orbiterait à environ 45 000 km (entre 40 000  et   48 000 km selon les sources) de distance du barycentre du système plutonien, sur une orbite quasi circulaire dans le même plan que les autres satellites, le plaçant à l'intérieur de l'orbite de Nix et à proximité de la résonance 1:3 avec Charon.